# Hamit Akbay
Hamit Akbay (* 1900; † unbekannt) war ein türkischer Fußballtorhüter und -funktionär. Er war für Fenerbahçe Istanbul als Torhüter und auch als Vereinsfunktionär tätig.

## Spielerkarriere

### Verein
Akbays Karriere ist unvollständig dokumentiert. Er gehörte ab der ersten Hälfte der 1920er dem Kader des Istanbuler Vereins Süleymaniye Sirkeci SK an und spielte mit diesem in der İstanbul Ligi (dt. Istanbuler Liga). Da damals in der Türkei keine landesübergreifende Profiliga existierte, existierten stattdessen in den Ballungszentren wie Istanbul, Ankara und Izmir regionale Ligen, von denen die İstanbul Ligi (auch İstanbul Futbol Ligi genannt) als die Renommierteste galt. Für diesen Verein spielte er bis zum Sommer 1924 und wechselte dann nach Ankara zu Muhafızgücü. Mit diesem Verein konnte er in der Saison 1924/25 die Ankara Futbol Ligi (dt. Fußballliga Ankara) gewinnen.
Bereits nach einer Spielzeit kehrte Akbay nach Istanbul zurück und wechselte zu Fenerbahçe Istanbul. Für seinen neuen Verein spielte er zwei Jahre lang.

### Nationalmannschaft
Akbay begann seine Nationalmannschaftskarriere 1924 mit einem Einsatz für die türkische Nationalmannschaft im Balkan-Cup gegen die Estnische Nationalmannschaft. Bis zum Oktober 1925 absolvierte er fünf weitere Partien.

## Erfolge
Mit Muhafızgücü Ankara
- Ankara Futbol Ligi: 1924/25